# کانیسو
کانیسو (انگلیسی: Kanesue) شرکت خرده‌فروشی ژاپنی است، که در سال ۱۹۵۱ تأسیس شد.